# Paul Vermoyal
Pierre Paul Vermoyal né le 18 octobre 1888 à Braye-en-Laonnois dans l'Aisne et mort le 28 septembre 1925 à Amélie-les-Bains dans les Pyrénées-Orientales, est un acteur français du cinéma muet. Ses Parents, François Vermoyal et Marie Léonie Rachat, sont tous deux originaires de Haute-Loire.

## Biographie
Paul Vermoyal est un ancien comédien du Grand-Guignol, le Théâtre des peurs de la Belle Époque.

## Filmographie
- 1916 : Le Roi de l'étain, court métrage de Maurice Mariaud
- 1917 : Le Droit à la vie de Abel Gance : Pierre Veryal
- 1917 : Mater dolorosa  de Abel Gance : Jean Dormis
- 1917 : Barberousse de Abel Gance
- 1917 : Les Mouettes, court métrage de Maurice Mariaud : Jean Kervil
- 1917 : La Zone de la mort de Abel Gance
- 1917 : L'Épave de Maurice Mariaud
- 1919 : La Sultane de l'amour de Charles Burguet et René Le Somptier : Sultan Malik
- 1919 : Fanny Lear de Robert Boudrioz et Jean Manoussi
- 1921 : La Nuit du 13 de Henri Fescourt : Jean Renez
- 1921 : Mathias Sandorf de Henri Fescourt : Sarcany
- 1921 : L’Autre, court-métrage de Chalux
- 1922 : La Nuit du 11 septembre de Dominique Bernard-Deschamps : Ivan Goubine
- 1922 : Les Mystères de Paris de Charles Burguet : Le Notaire Ferrand
- 1922 : Soleil et Ombre, court métrage de Jaime De Lasuen et Musidora : L'antiquaire
- 1923 : Koenigsmark de Léonce Perret : Cyrus Beck
- 1923 : Le Costaud des Épinettes de Raymond Bernard : Doizeau
- 1924 : Au-delà de la mort de Benito Perojo
- 1924 : Terreur de Edward José et Gérard Bourgeois : Erdmann
- 1924 : L'Arabe (The Arab) de Rex Ingram : Iphraim
- 1925 : La Cible de Serge Nadejdine : James Wood